# Соколачке Њиве
Соколачке Њиве су новоизграђено насеље у Сокоцу, Република Српска, БиХ. Насеље је подигнуто након завршетка Отаџбинског рата на источним падинама Пуховца у сјеверном дијелу Соколачког поља. Соколачке њиве су катастарски назив овог подручја од времена Аустроугарске управе.

## Изградња Соколачких Њива
Изградња Соколачких Њива везује се за егзодус сарајевских Срба који су одлазећи са својих вијековних огњишта, извршили пренос посмртних остатака српских бораца на слободну територију, од чега је један дио организовано пренесен у Соколац и сахрањен на данашњој локацији Малог Зејтинлика. Јужно од Малог Зејтинлика, непосредно након завршетка рата, почело се развијати насеље. Потреба за изградњом овог насеља настала је због наглог прилива избјеглица на подручје соколачке општине. Становништво Соколачких њива у највећем проценту припада избјегличкој популацији из Сарајева, Илиџе, Илијаша, Олова и других градова који су припали Федерацији БиХ.

## Мали Зејтинлик
Српско војничко спомен-гробље Мали Зејтинлик настало је по завршетку Отаџбинског рата 1996. године, односно по потписивању Дејтонског споразума.
Српско војничко спомен-гробље Мали Зејтинлик, освештао је Његово високопреосвештенство блаженопочивши митрополит дабробосански Г. Г. Николај . У Малом Зејтинлику сахрањено је преко 1000 бораца Сарајевско-романијског корпуса Војске Републике Српске. Просјечна старост сахрањених бораца је 25 година.
На централном платоу споменика налази се Спомен крст и Спомен црква Свете Петке. Република Српска на Малом Зејтинлику обиљежава Дан одбране сарајевско-романијског региона у Отаџбинском рату 16. јуна, када је 1992. почела офанзива тзв. Армије БиХ на Сарајевско-романијску регију.

## Спомен храм Свете Петке
Налази се у комплексу Српског војничког спомен гробља Мали Зејтинлик у Соколачким Њивама у Сокоцу. Црква је освећена 1. августа 2015. године. Освећење цркве Свете Петке извршио је владика Григорије уз саслужење других владика СПЦ и уз присуство великог броја вјерника. Кум при освећењу цркве Свете Петке био је Милован Бјелица. Црква Свете Петке је једна од двије градске цркве у Сокоцу. У цркви Свете Петке редовно се служе литургије и помени за српске војнике који су положили животе у темеље Републике Српске.